# بلدة هدسون (ويسكونسن)
هدسون (بالإنجليزية: Hudson (town), Wisconsin)‏ هي بلدة تقع بولاية ويسكونسن في الولايات المتحدة. تبلغ مساحتها 68.5 (كم²)، وترتفع عن سطح البحر 280 م، بلغ عدد سكانها 8461 نسمة في عام 2010 حسب إحصاء مكتب تعداد الولايات المتحدة وتصل الكثافة السكانية فيها 126.3 نسمة/كم2.

## وصلات خارجية
- http://www.townofhudsonwi.com/
- The US50 - Cities and Towns in Wisconsin State
- Wisconsin Cities and Towns, Facts, Map, Flag, Colleges, Government, and More